# ژربرا
ژِربِرا (نام علمی: Gerbera aurantiaca) نام یک گونه از تیرهٔ کاسنیان است. این گیاه بومی آفریقاست و نیاز به شرایط گرم و پرنور دارد. دارای دو نوع پاکوتاه و پابلند می‌باشد که از پابلندها بیشتر به عنوان گل‌های شاخه‌بریده استفاده می‌شود. گل‌ها به دو صورت کم‌پَر و پُرپَر اصلاح شده‌اند و به رنگ‌های مختلف قرمز، نارنجی، زرد، سفید و صورتی وجود دارند. گل‌ها دگرگرده‌افشان اند و به صورت مصنوعی یا توسط حشرات گرده‌افشانی می‌شوند. برگ‌ها (در هر دو سطح) و ساقه‌های گل و دم‌برگ‌ها کُرک‌دار اند.

## شرایط محیطی
گل ژربرا مستعد پوسیدگی قارچی در قسمت طوقه و ریشه است. برای جلوگیری از پوسیدگی باید از خاکهای سبک و دارای پرلیت استفاده کرد . همچنین باید از آبیاری بیش از حد این گیاه خودداری کرد. در سطح وسیع و در مزارع قبل از کاشت باید با شخم عمیق زمین را شخم زد تا زهکش مناسب برای این گیاه فراهم ساخت . تهویه هوا نیز از نکات مهم برای نگهداری این گیاه است.
این گیاه طالب خاک های شنی و نسبتاً حاصل خیز بوده و مکان های آفتابی . کافی را می پسندد، نیاز به خاک با زهکشی مناسب دارد و نسبت به سرما حساس است.

## ازدیاد
روش‌های ازدیاد ژربرا:
1. کاشت بذر: در این روش بذرها بلافاصله بعد از برداشت کاشته می‌شوند زیرا به سرعت از قوهٔ نامیه آن‌ها کاسته می‌شود. همچنین بذرها به دلیل نایِکنَواختی ژنتیکی، گل‌هایی با خصوصیات و رنگ‌های نایکنواخت ایجاد می‌کنند.
2. تقسیم بوته: برای ازدیاد از طریق تقسیم بوته در فصل پاییز یا اوایل بهار(مناسب‌تر) بوته‌هایی که بزرگ و قوی اند و تعداد برگ‌ها زیاد شده‌است را از محیط کاشته شده خارج و بوته‌های جانبی را به آرامی جدا می‌کنند.
3. کشت بافت: مناسب‌ترین روش تکثیر ژربرا می‌باشد. در این روش گیاهانی کاملاً شبیه گیاه مادری در تعداد بسیار انبوه و تجاری در محیط آزمایشگاه تولید می‌شود.

## نگارخانه

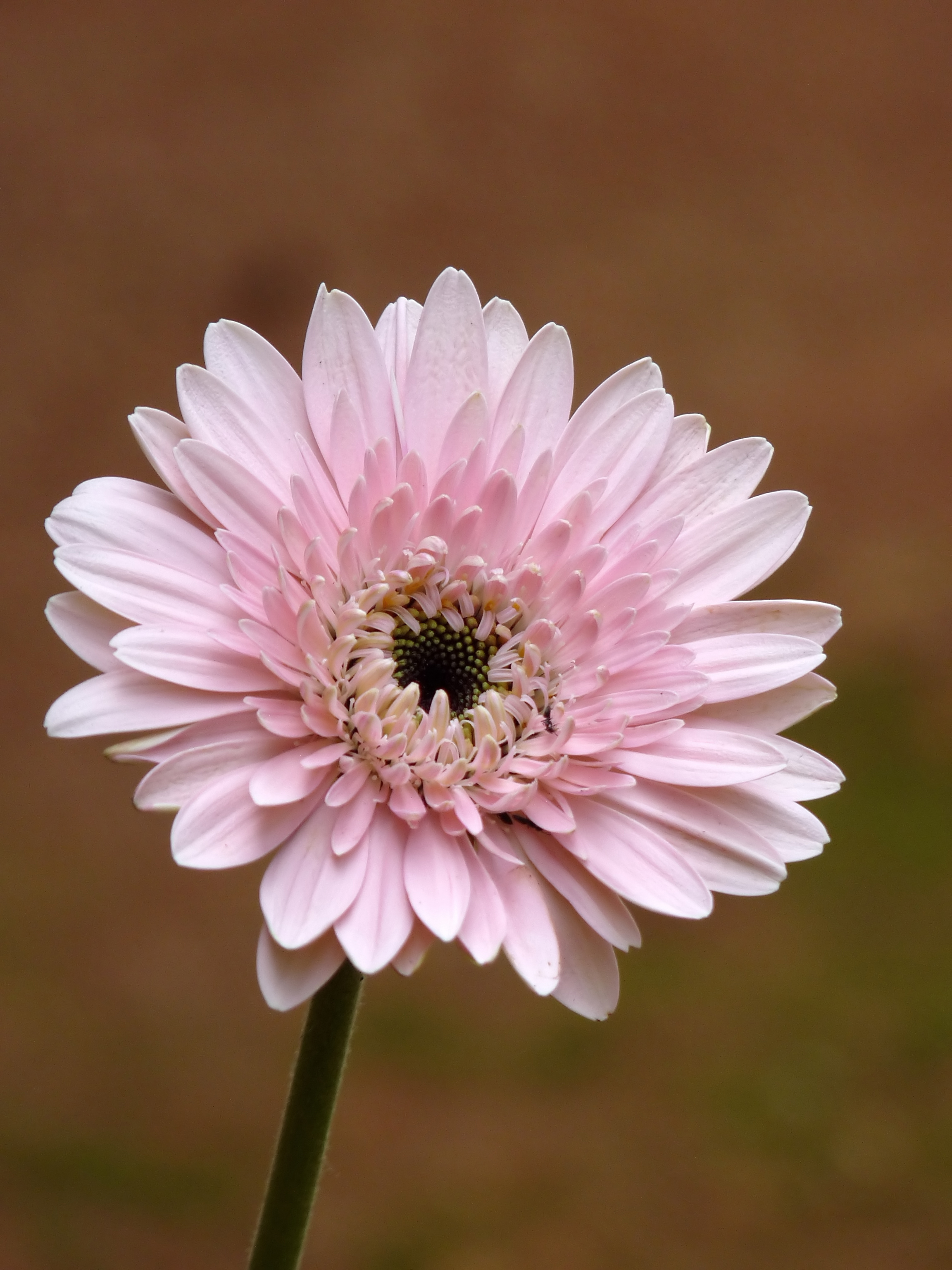
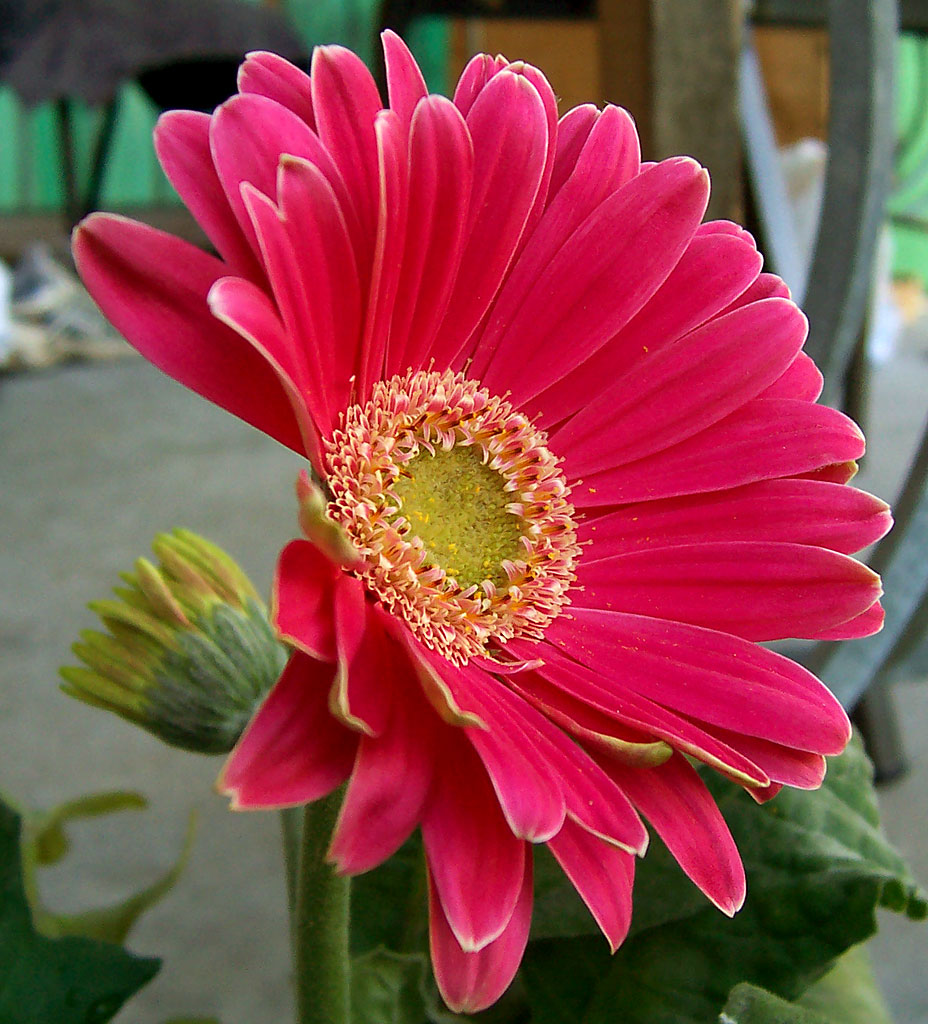
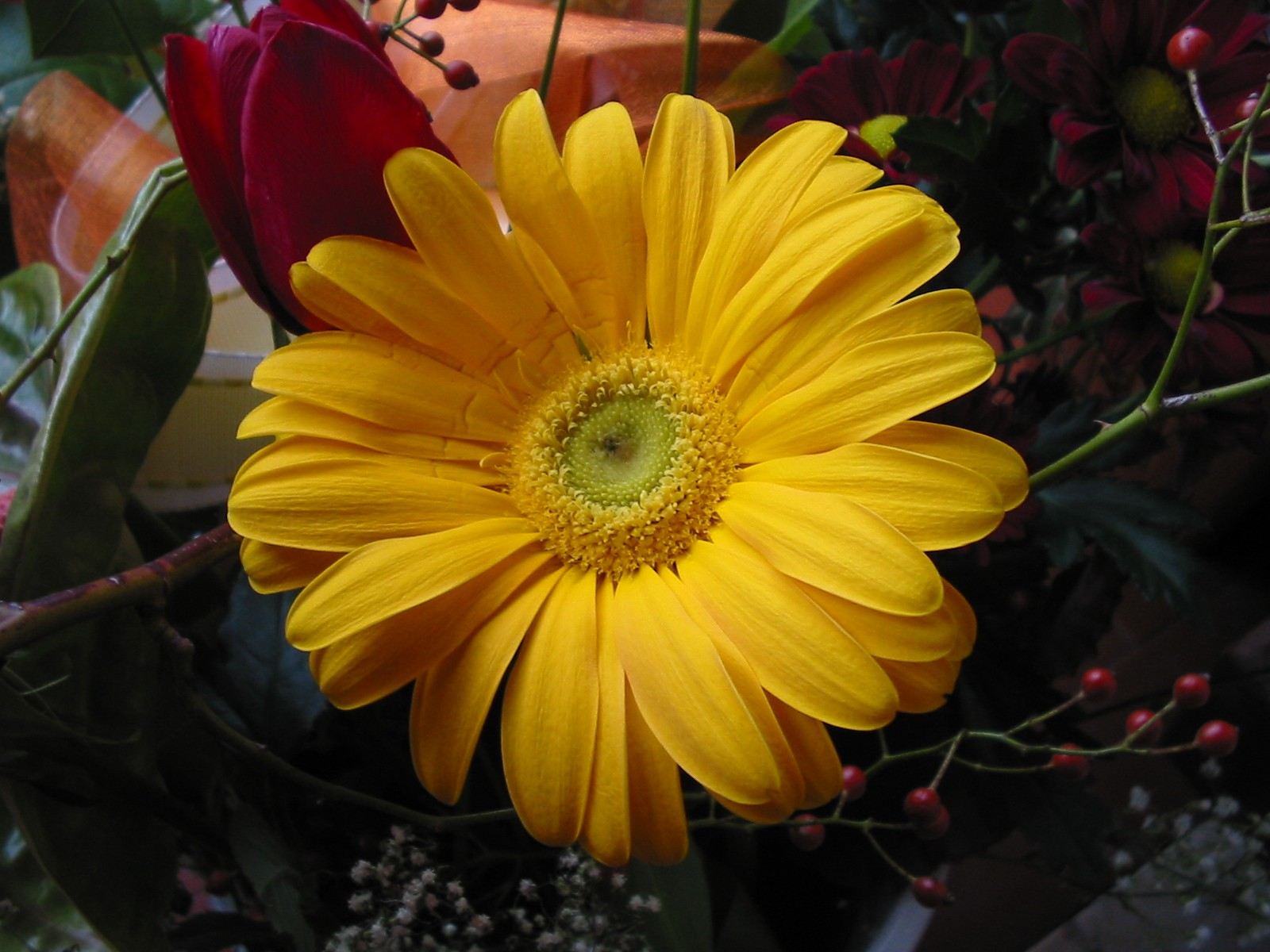
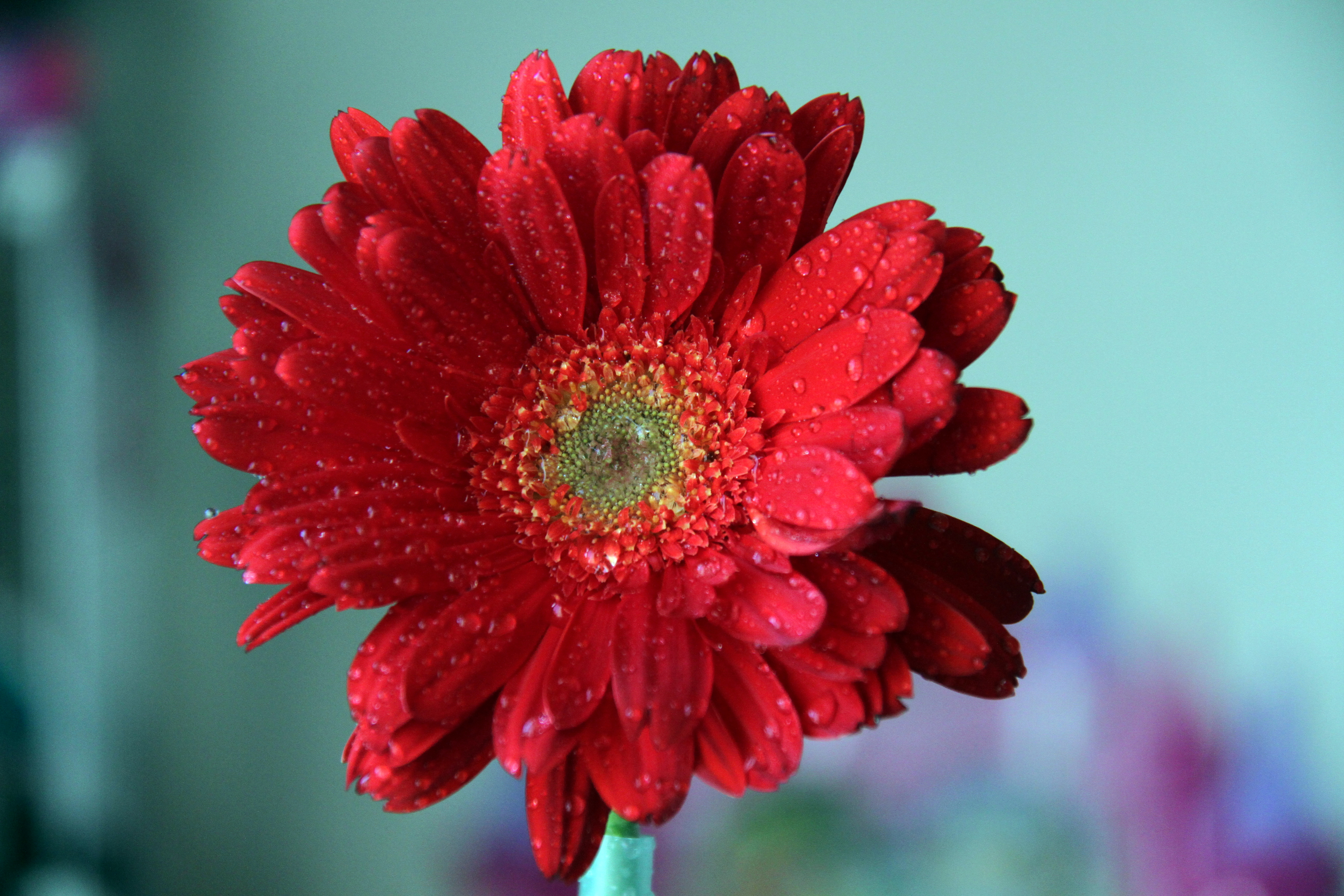
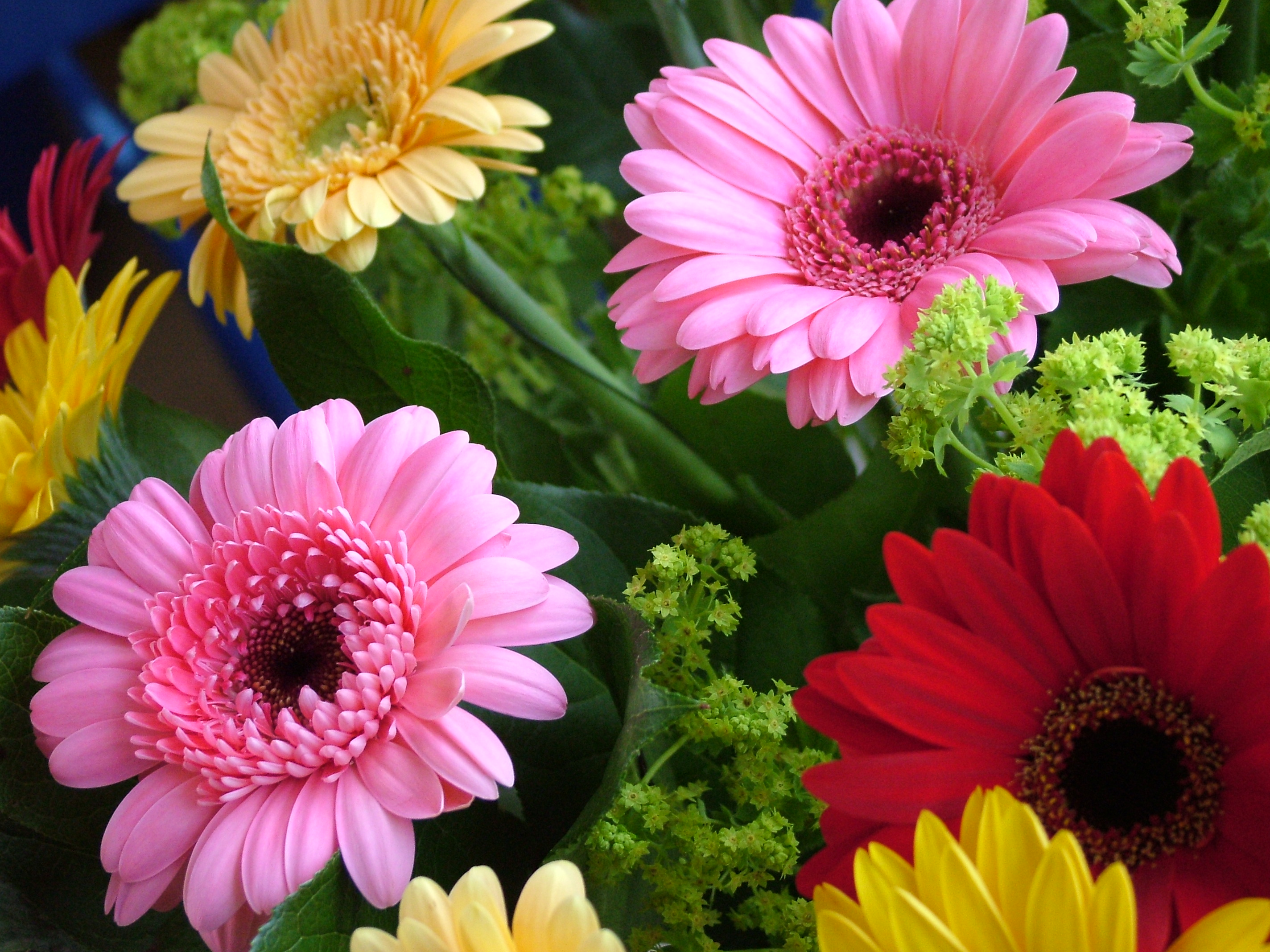
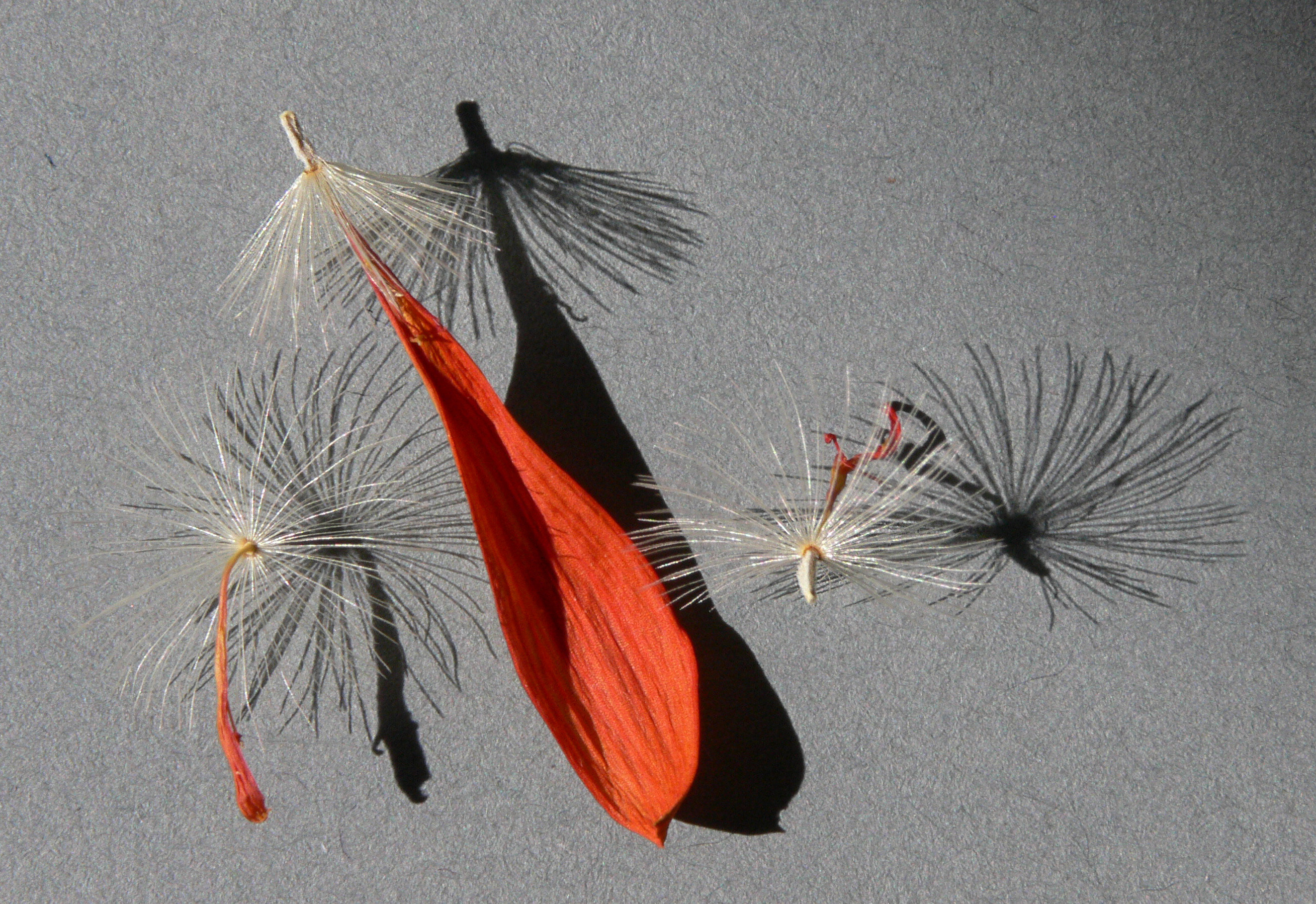
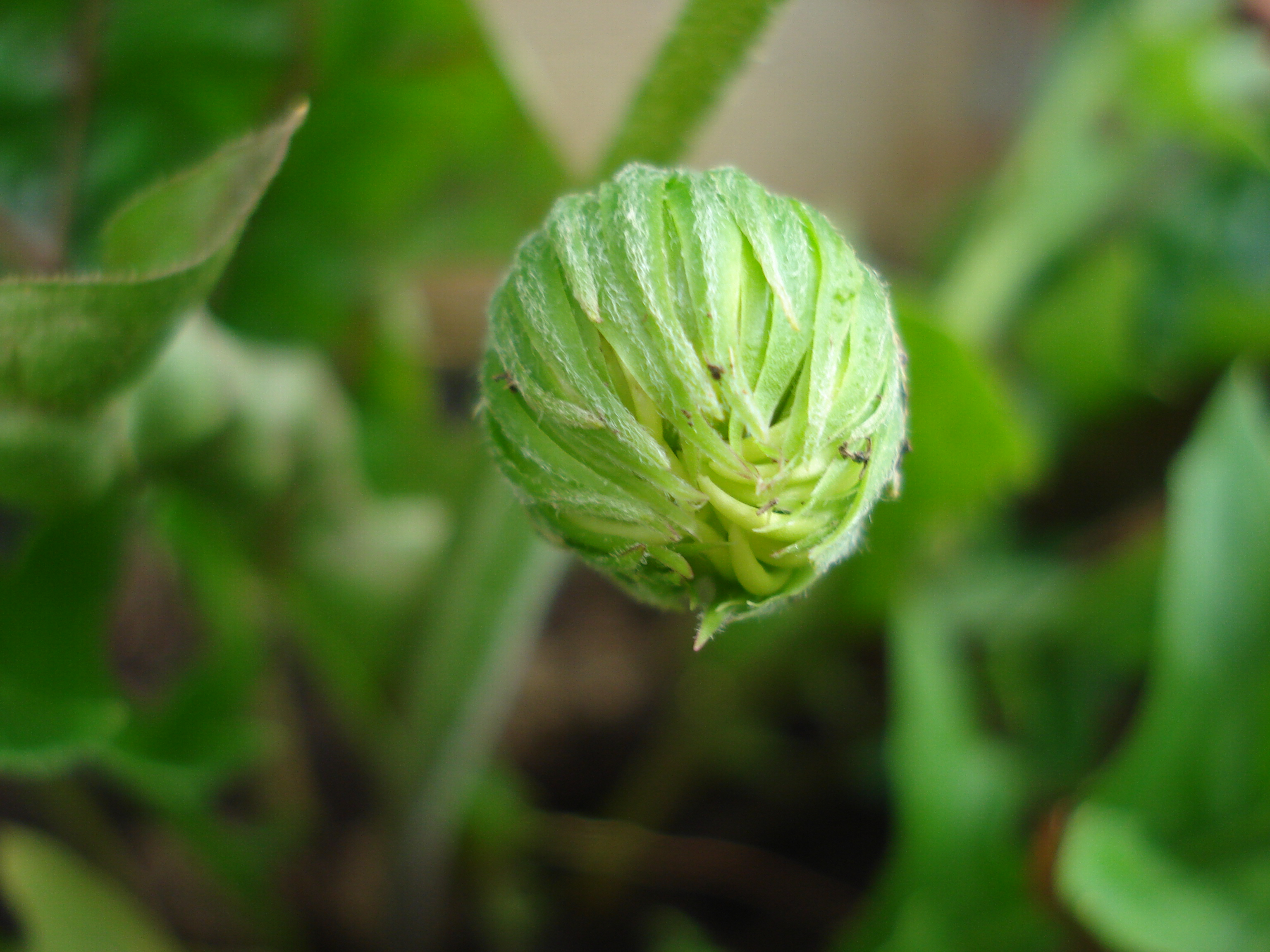
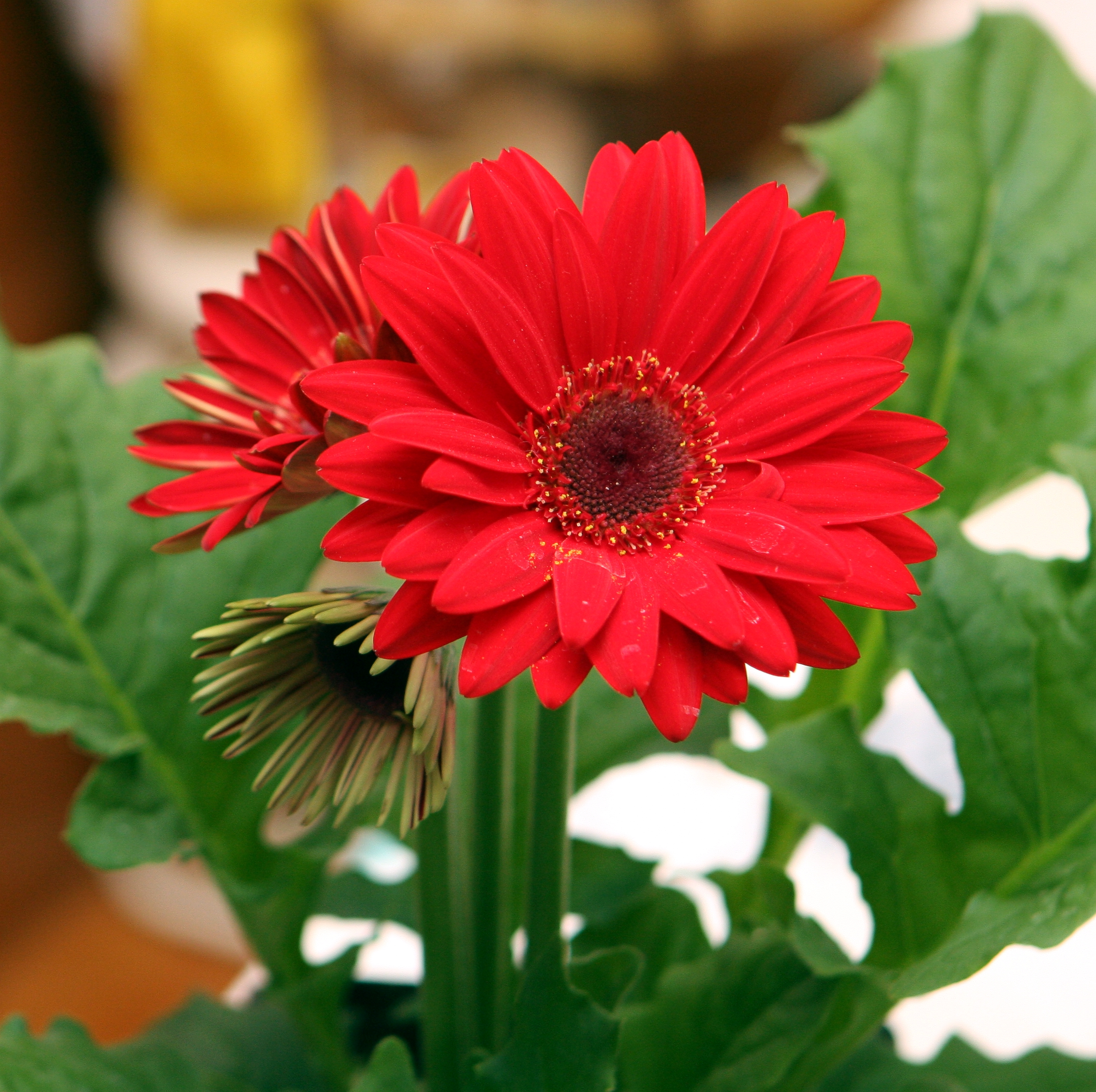
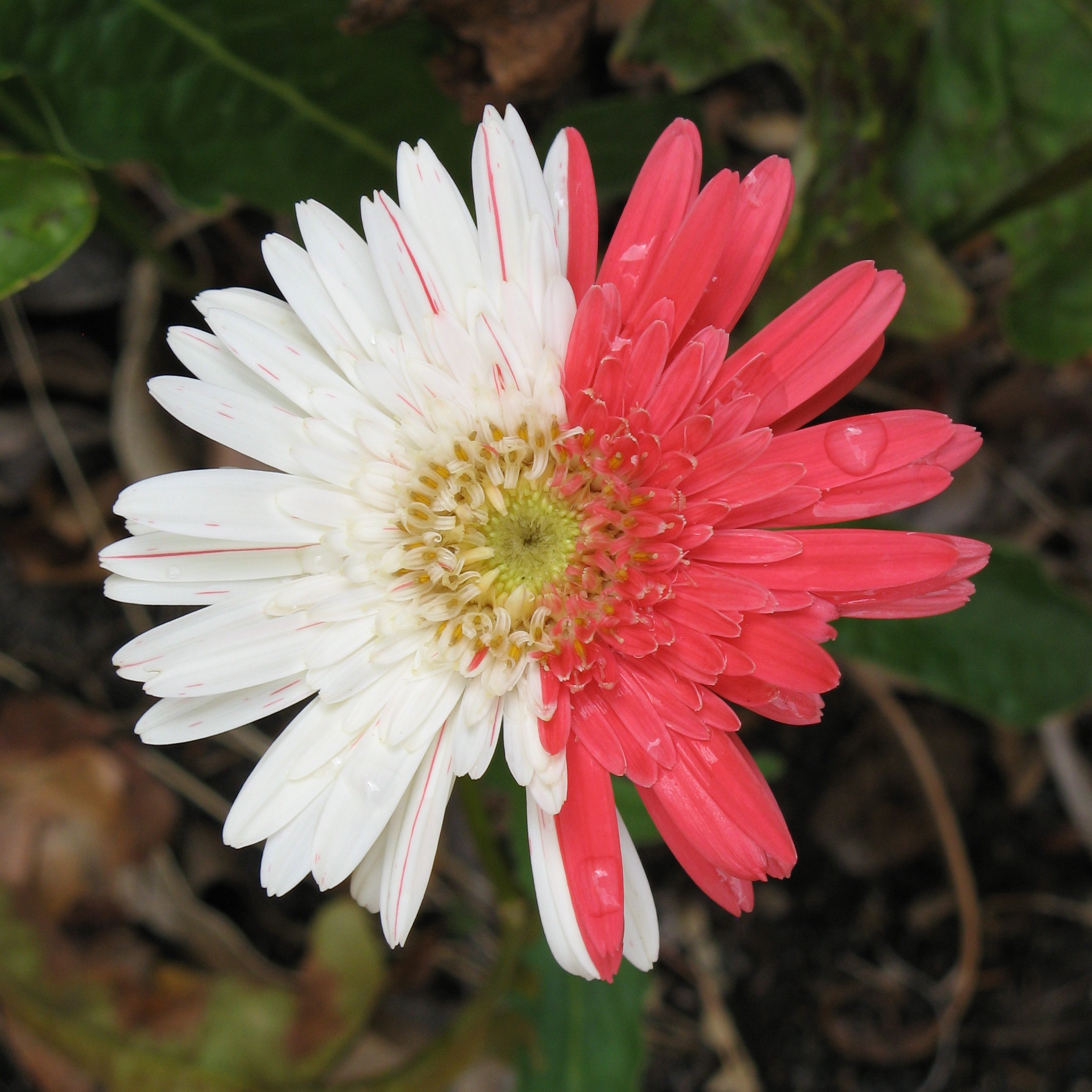